# Black Country, New Road
Black Country, New Road — англійський музичний гурт, заснований у Кембриджі у 2018 році. Його жанр описують як експериментальний рок, постпанк та построк. Одна з головних тем гурту — відчуття незатишності молодих людей у пост-брекситній Англії.
Уже перші дві платівки гурту стали успішними та здобули прихильність критиків, зробивши його одним із найпомітніших британських колективів 2020-х.

## Історія

### 2022— донині
4 лютого 2022 року виходить друга платівка гурту, яка отримує ще кращі оцінки, аніж дебютний запис гурту. Однак при цьому, вокаліст і гітарист гурту Ісак Вуд в переддень виходу платівки оголошує про вихід з проєкту. Через це гурт скасовує тур на підтримку нового альбому.

## Дискографія
- For the First Time[en] (2021)
- Ants from Up There[en] (2022)
- Forever Howlong[en] (2025)